# Salvador Amêndola
Salvador Amêndola, detto Dudú (Rio de Janeiro, 13 maggio 1906 – Rio de Janeiro, 24 settembre 1976), è stato un pallanuotista brasiliano.
È stato membro del Brasile di pallanuoto che ha partecipato ai Giochi di Los Angeles 1932, classificandosi al quinto posto.
Era il fratello del pallanuotista olimpico Orlando Amêndola e cognato dei fratelli canottieri Carlos ed Edmundo Branco.